# 호지에시군

비엘코폴스카주 지도에 표시된 호지에시군의 위치

호지에시군(폴란드어: powiat chodzieski)은 폴란드 비엘코폴스카주에 위치한 군으로 군청 소재지는 호지에시이며 면적은 680.58km2, 인구는 46,967명(2006년 기준), 인구 밀도는 69명/km2이다.
북쪽으로는 피와군, 남동쪽으로는 봉그로비에츠군, 남쪽으로는 오보르니키군, 서쪽으로는 차른쿠프트슈치안카군과 접한다. 5개 지방 자치체(1개 도시, 2개 도시형 농촌, 2개 농촌)를 관할한다.

군기
군 문장